# Saturn Tower
Der Saturn Tower ist ein Bürohochhaus im 22. Wiener Gemeindebezirk Donaustadt.  Er wurde in den Jahren 2003 bis 2004 nach Plänen von Heinz Neumann und Hans Hollein im Stadtteil Donau City errichtet. Wie auch bei anderen Bauwerken in der Donau City war eine mythologische Figur namensgebend, in diesem Fall der römische Gott Saturnus.
Das rund 90 Meter hohe Gebäude ist im nordwestlichsten Teil der Donau City im Anschluss an den Mischek Tower situiert. Als Bauträger fungierte die WED Wiener Entwicklungsgesellschaft für den Donauraum AG, Eigentümer ist die GENO Saturn Tower/T-Center Immobilienbeteiligungsholding GmbH & Co. KG. Mieter des Objektes ist unter anderem die Waagner-Biro Aktiengesellschaft. Der Saturn Tower verfügt bei einer Bruttogeschossfläche von 57.200 m² über eine vermietbare Fläche von 33.000 m², verteilt auf 21 Stockwerke.

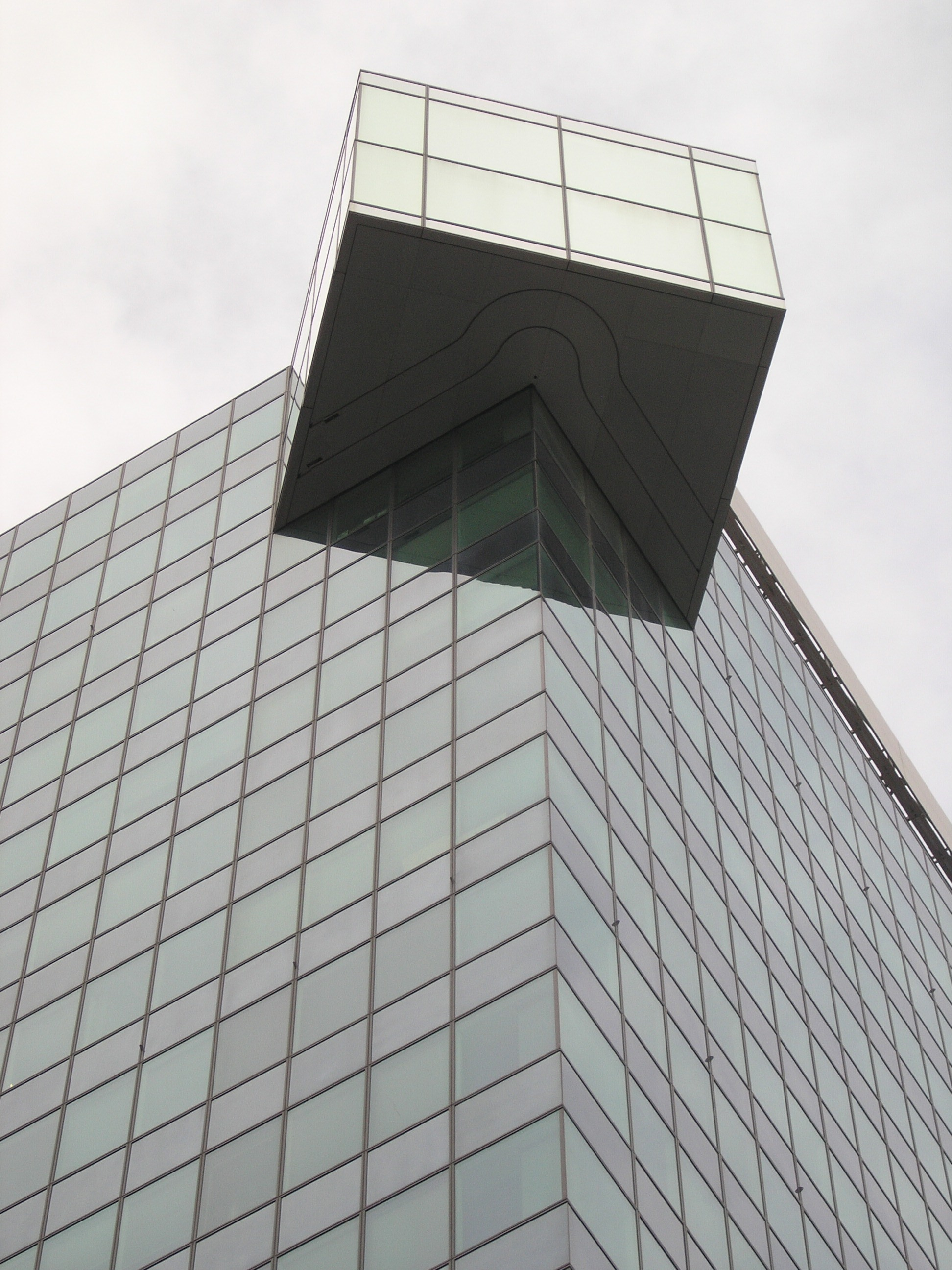
Saturn Tower von unten
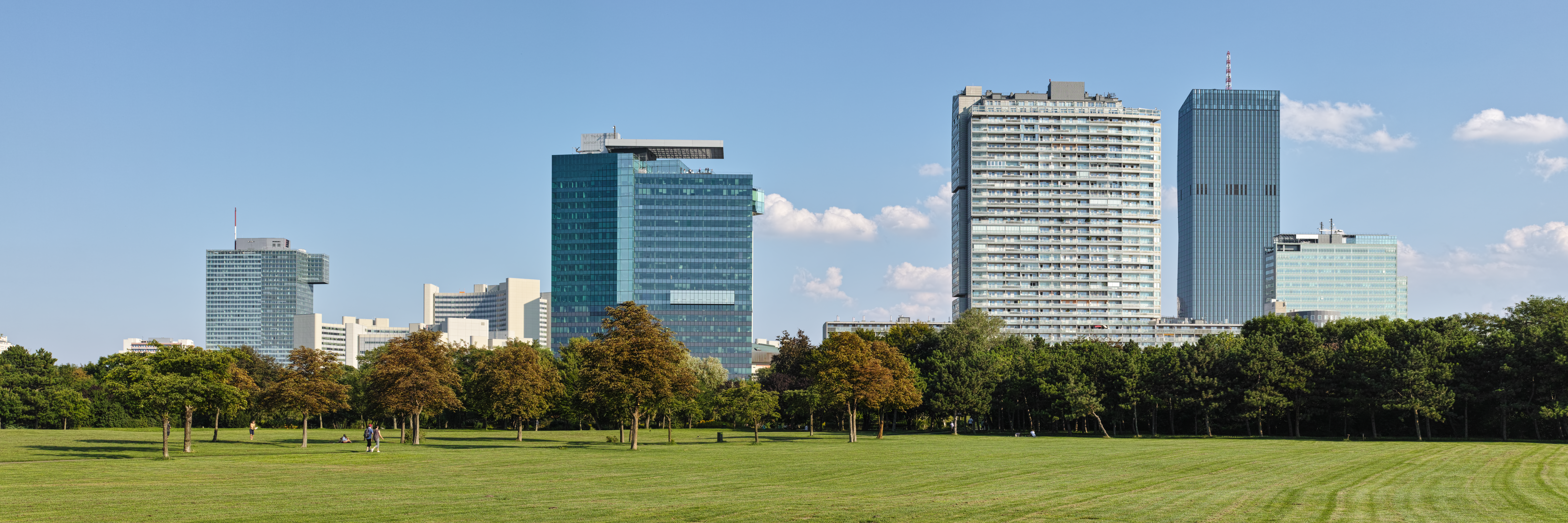
Der Saturn Tower in der Donau City (Mitte links)
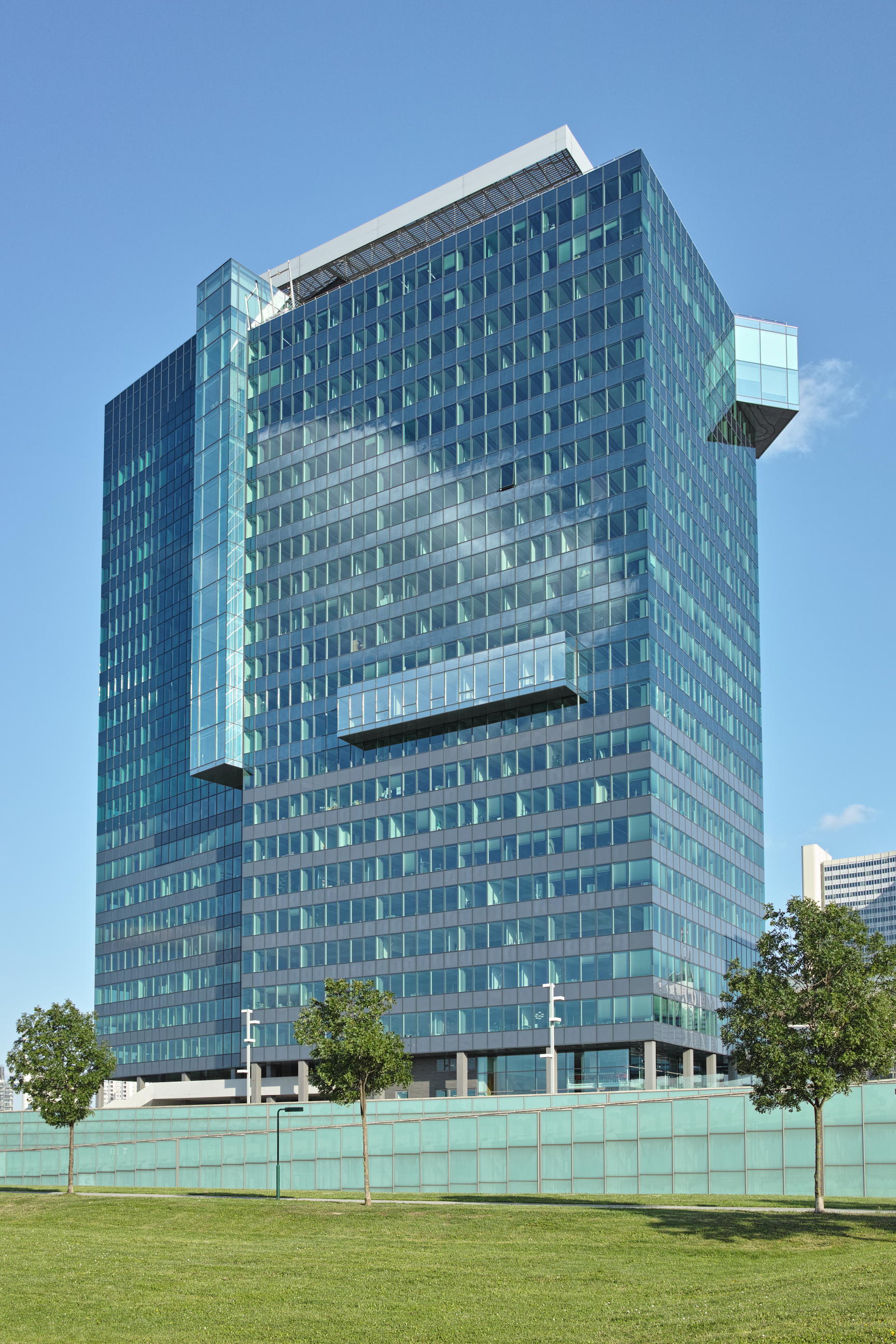
Saturn Tower von Westen